# Quentin Papillon
Pour les articles homonymes, voir Papillon (homonymie).
Quentin Papillon (né le 7 avril 1997 à Rouen en France) est un gardien de but professionnel français de hockey sur glace.

## Biographie

### Formation
Quentin Papillon effectue l'ensemble de sa formation junior à Rouen au sein du CHAR[Quoi ?]. Il joue son premier championnat du monde avec l’équipe de France des moins de 18 ans à l'âge de 15 ans, en 2013. La saison suivante, il remporte le championnat de France des moins de 18 ans avec Rouen. Puis au cours de la saison 2014-2015 il remporte le championnat de France des moins de 22 ans ainsi qu’une 3e place au championnat du monde des moins de 18 ans.

### Carrière professionnelle
A ses 18 ans il intègre le Rouen Hockey Elite qui évolue en Ligue Magnus pour sa première saison professionnelle et avec lequel il remporte trois titres de champion : celui de la coupe continentale, celui de la coupe de France et celui de la Ligue Magnus. La même année, il remporte un titre de champion du monde en moins de 20 ans avec l’équipe de France ainsi qu'une récompense individuelle avec le meilleur pourcentage d’arrêt du tournoi.
Durant la saison 2016-2017 il reçoit le titre de champion de France avec l’équipe des moins de 20 ans de Rouen ainsi qu’une troisième place au championnat du monde des moins de 20 ans avec l’équipe de France.
Durant les deux saisons suivantes, bien que toujours dans l’effectif de l’équipe sénior des Dragons de Rouen, avec laquelle il effectue quelques matchs durant la saison régulière, il est également le gardien titulaire de l’équipe des Drakkars de Caen évoluant en Division 1, à la suite d'un accord de prêt entre les deux clubs. En 2018-2019 il est désigné dans l'équipe d'étoiles par les entraîneurs de la Division 1.
En 2019, il s’engage avec les Scorpions de Mulhouse en Ligue Magnus. Il y remporte dès sa première année le trophée Jean-Pierre Graff, qui récompense le meilleur jeune du championnat puis l’année suivante le trophée Jean-Ferrand, qui récompense le meilleur gardien du championnat.
En 2021-2022, il rejoint le club de Gruner, évoluant dans la plus haute division du championnat norvégien.
En 2022, Papillon s'engage à nouveau chez les Scorpions de Mulhouse puis rejoint les Boxers de Bordeaux en 2023.

## Statistiques

### En club
| Saison    | Équipe                | Ligue             |    | Saison régulière | Saison régulière | Saison régulière | Saison régulière | Saison régulière | Saison régulière | Saison régulière | Saison régulière | Saison régulière |   | Séries éliminatoires | Séries éliminatoires | Séries éliminatoires | Séries éliminatoires | Séries éliminatoires | Séries éliminatoires | Séries éliminatoires | Séries éliminatoires | Séries éliminatoires |
| Saison    | Équipe                | Ligue             | PJ | V                | D                | Min              | BC               | Moy              | % Arr            | Bl               | Pun              | PJ               | V | D                    | Min                  | BC                   | Moy                  | % Arr                | Bl                   | Pun                  |                      |                      |
| 2015-2016 | Dragons de Rouen      | Ligue Magnus      | 2  | 2                | 0                |                  |                  | 1,5              | 92,3             | 0                | 0                |                  |   |                      |                      |                      |                      |                      |                      |                      |                      |                      |
|           | Rouen II              | Division 2        | 6  |                  |                  |                  |                  | 3,85             |                  |                  |                  |                  |   |                      |                      |                      |                      |                      |                      |                      |                      |                      |
| 2016-2017 | Dragons de Rouen      | Ligue Magnus      | 7  | 2                | 1                |                  |                  | 3,46             | 86,8             | 0                | 4                | 2                | 1 |                      |                      |                      | 2,97                 | 86,8                 | 0                    |                      |                      |                      |
|           | Drakkars de Caen      | Division 1        | 4  |                  |                  |                  |                  | 2,5              |                  |                  |                  |                  |   |                      |                      |                      |                      |                      |                      |                      |                      |                      |
|           | Rouen II              | Division 2        | 1  |                  |                  |                  |                  | 0                | 100              |                  |                  |                  |   |                      |                      |                      |                      |                      |                      |                      |                      |                      |
| 2017-2018 | Rouen II              | Division 2        | 3  | 3                | 0                |                  |                  | 0,99             |                  | 1                |                  |                  |   |                      |                      |                      |                      |                      |                      |                      |                      |                      |
|           | Drakkars de Caen      | Division 1        | 20 |                  |                  |                  |                  | 2,55             |                  |                  |                  |                  |   |                      |                      |                      |                      |                      |                      |                      |                      |                      |
|           | Dragons de Rouen      | Ligue Magnus      | 6  | 1                | 4                |                  |                  | 3,26             | 87,7             | 0                | 0                |                  |   |                      |                      |                      |                      |                      |                      |                      |                      |                      |
| 2018-2019 | Drakkars de Caen      | Division 1        | 25 | 15               | 9                | 790              | 56               | 2,33             | 92,9             | 1                | 3                | 0                | 3 |                      |                      |                      | 2,73                 | 90,9                 | 0                    |                      |                      |                      |
|           | Dragons de Rouen      | Ligue Magnus      | 5  | 3                | 0                | 89               | 10               | 2,74             | 89,9             | 0                | 0                |                  |   |                      |                      |                      |                      |                      |                      |                      |                      |                      |
| 2019-2020 | Scorpions de Mulhouse | Ligue Magnus      | 38 | 20               | 16               | 1014             | 87               | 2,69             | 91,4             | 3                | 7                | 4                | 3 |                      |                      |                      | 2,40                 | 93                   | 0                    |                      |                      |                      |
| 2020-2021 | Scorpions de Mulhouse | Ligue Magnus      | 21 | 8                | 15               | 677              | 61               | 3,1              | 91,7             | 1                | 0                |                  |   |                      |                      |                      |                      |                      |                      |                      |                      |                      |
| 2021-2022 | Grüner Ishockey       | Fjordkraft ligaen | 42 | 6                | 33               | 1292             | 170              | 4,07             | 88,4             | 0                |                  |                  |   |                      |                      |                      |                      |                      |                      |                      |                      |                      |
| 2022-2023 | Scorpions de Mulhouse | Ligue Magnus      | 31 | 12               | 14               |                  |                  | 2,47             | 92,8             | 1                |                  | 5                | 1 | 1                    |                      |                      | 4,32                 | 90,4                 | 0                    |                      |                      |                      |

### En équipe nationale
| Année | Équipe | Compétition                 |   | PJ | V | D | Min | BC  | Moy  | % Arr | Bl | Pun       |  | Résultat |
| 2013  | France | Championnat du monde U18    | 2 | 0  | 2 | 0 |     |     | 5,02 | 89,3  | 0  | 15e place |  |          |
| 2014  | France | Championnat du monde U18    | 3 | 0  | 3 | 0 |     |     | 4,04 | 87,6  | 0  | 15e place |  |          |
| 2015  | France | Championnat du monde U18    | 2 | 1  | 0 | 0 |     |     | 1,13 | 95,4  | 0  | 13e place |  |          |
| 2016  | France | Championnat du monde junior | 2 | 2  | 0 | 0 |     |     | 1,93 | 92,5  | 0  | 17e place |  |          |
| 2017  | France | Championnat du monde junior | 3 | 1  | 1 | 0 |     |     | 4,32 | 86,7  | 0  | 13e place |  |          |
| 2022  | France | Championnat du monde        | 0 |    |   |   |     |     |      |       |    | 12e place |  |          |
| 2023  | France | Championnat du monde        | 2 | 0  | 2 |   |     | 4,5 | 88,9 | 0     |    | 12e place |  |          |

## Récompenses
- Trophée Jean-Pierre-Graff : 2020
- Trophée Jean-Ferrand : 2021